# راگال
راگال (به آلمانی: Raggal) یک منطقهٔ مسکونی در اتریش است که در ناحیه بلودنتس واقع شده‌است. راگال ۴۱٫۶۹ کیلومتر مربع مساحت دارد ۱٬۰۱۵ متر بالاتر از سطح دریا واقع شده‌است.